# Greenland Center (Ürümqi)
Le Greenland Center est un ensemble de deux gratte-ciel en pause à Ürümqi en Chine. Ils s'élèveront à 258 mètres. Leur achèvement est prévu pour 2020. 